# Boscs Flaschenbirne

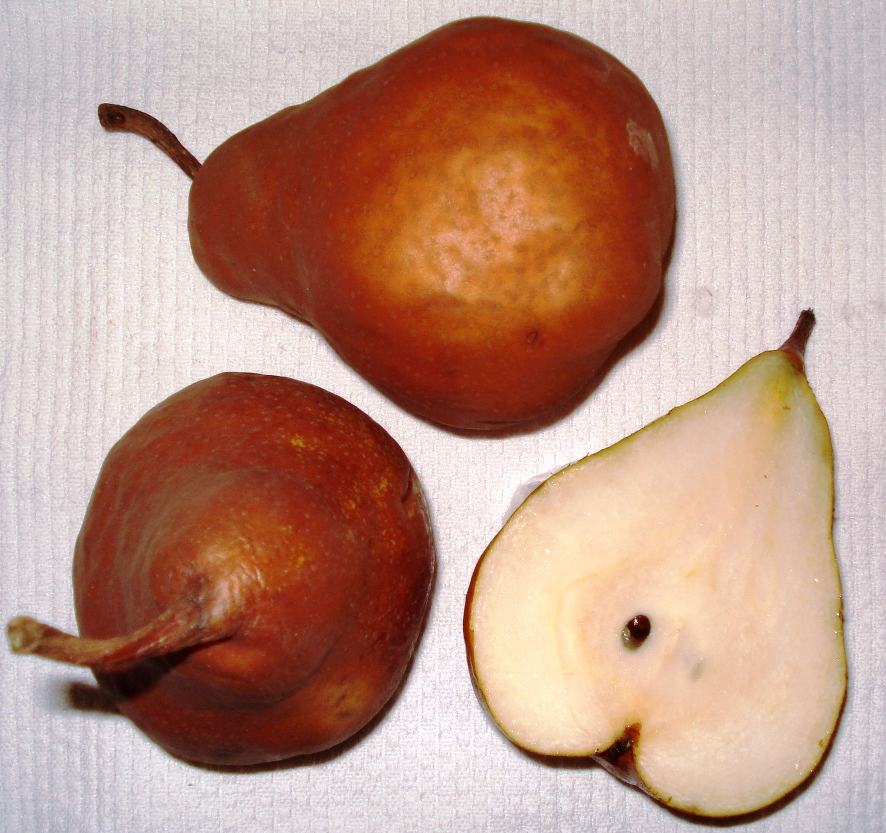
Früchte der Birnensorte ‘Boscs Flaschenbirne’

‘Boscs Flaschenbirne’ (Synonyme: häufig ‘Kaiser Alexander’, sowie seltener ‘Calebasse Bosc’, ‘Kaiserbirne’, ‘Alexanderbirne’ und in Norddeutschland ‘Kaiserkrone’) ist eine alte Birnensorte.

## Geschichte
Die Herkunft der Sorte ist unklar. Entweder wurde sie um 1807 von dem belgischen Birnenzüchter Jean-Baptiste van Mons gezüchtet und gelangte von diesem 1810 an Adrian Diel, oder sie ist ein Zufallssämling, der 1793 als Baum bei Apremont gefunden wurde.
Benannt wurde Boscs Flaschenbirne nach Louis Augustin Guillaume Bosc und von Hadrian Diel wurde sie als Kaiser Alexander bezeichnet, vermutlich nach Alexander I. In den 1920er Jahren war Boscs Flaschenbirne eine der drei Birnensorten, die zu Reichsobstsorten gewählt wurden.

## Beschreibung

### Baum
Der mittelstark wachsende Baum ist als Hochstamm und Buschbaum weniger geeignet und bildet – ohne Pflege oder Erziehung – eine breite pyramidale Baumkrone mit senkrechten Leittrieben und waagerechten Seitentrieben aus.

### Frucht
Die Frucht ist mit einer Höhe von 9–11 cm und einem Durchmesser von 5–7 cm mittelgroß bis groß, und ist birnen- bis keulen- oder kelchförmig. Die raue Schale hat eine grüngelbe Grundfarbe, die meistens jedoch vollständig gelbbraun berostet ist.
Das feine Fruchtfleisch ist gelblich, süßsauer und saftig mit einem feinen Aroma.
Die Frucht wird als Tafelbirne oder zum Einkochen genutzt und wird ab Mitte bis Ende September/Oktober pflückreif und ist – bei kurzer Lagerfähigkeit – im Anschluss daran genussreif.

## Sonstiges
Die Sorte Boscs Flaschenbirne wird leicht mit Prinzessin Marianne verwechselt – inklusive der Verwendung der Synonyme. Im Vergleich zu dieser ist der Stiel kürzer und schließt ohne eine Wulst an die Frucht an.